# Tauchsafari

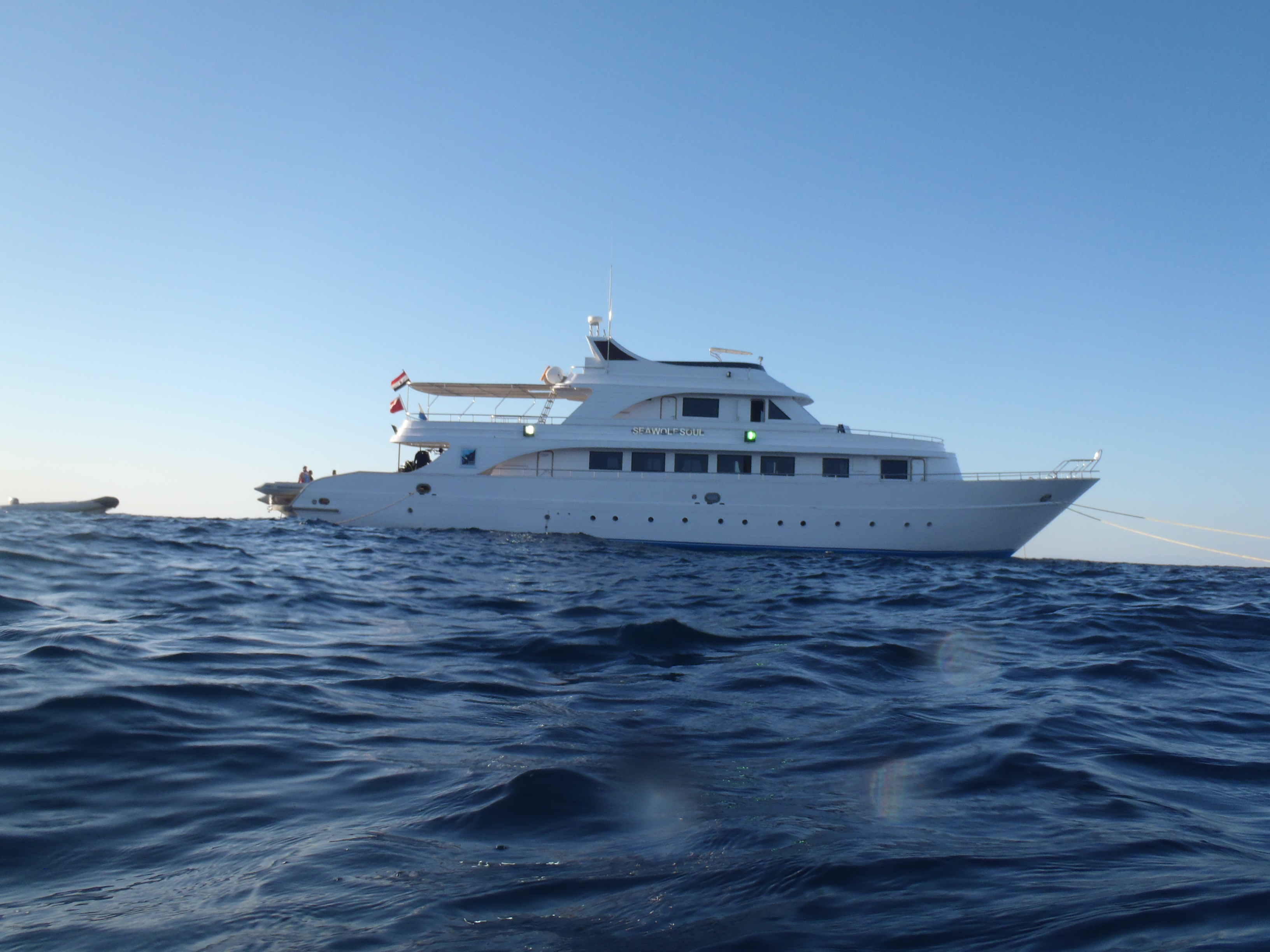
Ein Tauchsafariboot im Roten Meer

Eine Tauchsafari oder Tauchkreuzfahrt ist eine Reise, bei der mehrere Gerätetaucher mit einem Safariboot von einem Tauchgebiet zum nächsten fahren und dabei auf dem Schiff essen und übernachten; daher stammt der englische Begriff liveaboard für „Tauchsafari“. Auf einer Tauchsafari wechselt man normalerweise jeden zweiten Tauchgang das Tauchgebiet und es werden täglich zwischen zwei und fünf Tauchgängen gemacht. Eine Tauchsafari dauert üblicherweise eine Woche. Wahrscheinlich gibt es die meisten Tauchsafaris im Roten Meer, aber auch am Great Barrier Reef, in der Karibik, vor Thailand, um die Inseln von Indonesien, den Philippinen und den Malediven gibt es mehrere Tauchsafari-Touren. Nicht wenige Tauchsafaris führen zu entlegenen, sonst nur schwierig erreichbaren Tauchgebieten.

## Entstehung der Tauchsafari
Als einer der ersten prägte Hans Hass den Begriff Safari im Zusammenhang mit dem Tauchsport, als er erstmals 1955 zur Finanzierung seines Forschungsschiffs „Xarifa“ damit Tauchreisen im Roten Meer anbot. Ein weiterer Pionier war die in Bourbonnais im amerikanischen Bundesstaat Illinois angesiedelte Firma See and  Sea Travel, die auf Kreuzfahrten spezialisiert war. Ab 1972 bot See and Sea Travel Tauchsafaris in verschiedenen Teilen der Welt an. Das weltweit erste speziell als Tauchsafari-Boot gebaute Schiff war die Ghazala I, die ab 1987 von Scharm asch-Schaich aus in See stach. Bei der Planung und dem Bau dieses Schiffs orientierte sich Rolf Schmidt an den amerikanischen Jachten jener Zeit. Zusammen mit den Schiffen der Somaya-Klasse und der Number One, die von Rudi Kneip in den 1980er Jahren bzw. ab 1991 von Hurghada aus betrieben wurden, setzte die Ghazala I Standards, an denen sich die nachfolgenden Safari-Boote orientierten.

## Tauchsafari-Boote

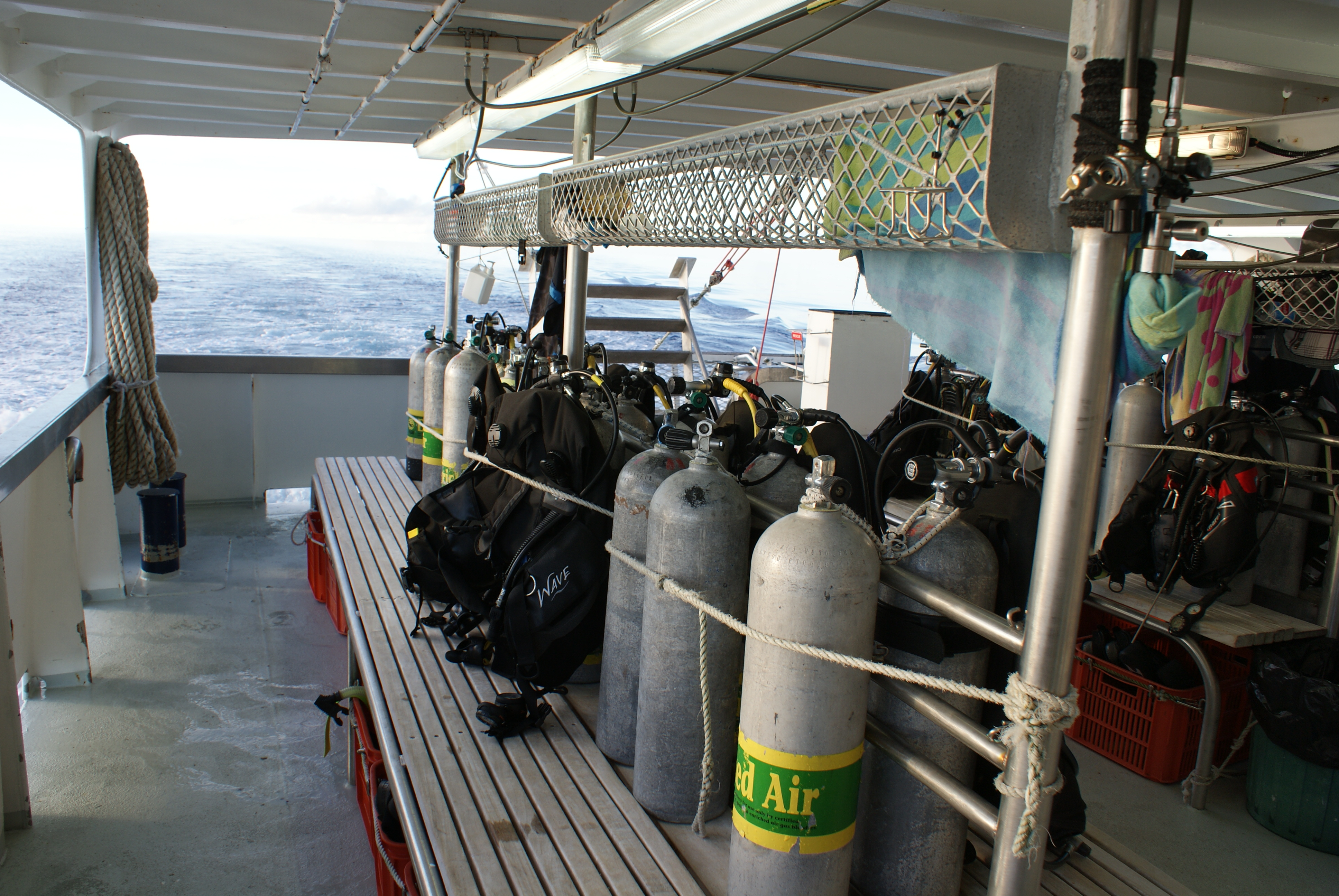
Blick auf das Tauchdeck eines Tauchsafariboots am Great Barrier Reef

Tauchsafari-Boote sind in der Regel zwischen 10 und 40 Meter lange Schiffe, an deren Bord 8 bis 50 Personen bequem und unabhängig von äußerer Versorgung für etwa eine Woche leben können. Das Besondere an Tauchsafari-Booten ist, dass sie ein großes Tauchdeck und meistens eine Plattform am Heck für den Ein- und Ausstieg der Taucher besitzen. Daneben sind Tauchsafari-Boote mit einem leistungsstarken Kompressor und Standflaschen für die schnelle Befüllung der Tauchflaschen mit Luft oder Nitrox ausgestattet. Als Notfallversorgung für verunfallte Taucher steht oft auch reiner Sauerstoff zur Verfügung. Einige Boote halten als zusätzliche Sicherheitsleistung für abgetriebene Taucher das elektronische Notruf- und Ortungssystem ENOS bereit. Manche Schiffe werden speziell für den Zweck der Tauchsafari gebaut, andere Tauchsafari-Boote sind umgebaute Fischereischiffe, kleinere ausgemusterte Kriegsschiffe oder Motoryachten. Es gibt auch segelnde Tauchsafari-Boote.
Die Tauchgänge finden oft nicht direkt vom Tauchsafari-Boot aus statt, sondern von einem mitgeführten Beiboot. Es handelt sich dabei meist um ein kleines Festrumpfschlauchboot.

## Kritik
Immer wieder werden Fälle bekannt, in denen Tauchsafaris mit dem Tod von Tauchern enden. Die unter Preisdruck stehenden Anbieter sparen nicht selten an der Instandhaltung der Schiffe; die Ausbildung der Besatzungen und Tauch-Guides ist häufig ungenügend. Diese Umstände und die meist große Entfernung von der Zivilisation können insbesondere für unerfahrene Taucher zum Verhängnis werden. Bei Unfällen aufgrund technischer Mängel oder unsachgemäßer Tauchgangplanung ist Hilfe am Festland oft nicht erreichbar und die Besatzung mit der Situation überfordert. In den vergangenen Jahren kam es zudem zu gehäuft auftretenden Havarien von Tauchsafarischiffen, die in Brand gerieten, auf Grund liefen, umkippten und infolge dessen untergingen. Ägypten ist ein Unfallschwerpunkt. Zu den schwersten Unglücken gehörte der Untergang der „Conception“ mit 34 Toten und der Untergang der „Sea Story“ mit elf Vermissten oder Toten.
Besuchen mehrere Tauchsafari-Boote täglich denselben Tauchspot in einem Korallenriff, so kann dies die Unterwasserwelt einem dauernden Stress aussetzen. Die Schiffe können einen die Fische vertreibenden Schallpegel verursachen, mit ihren Ankern die Korallen schädigen und die Besatzungen verklappen nicht selten – teils giftige – Abfälle (wie Reinigungsmittel und Schmier- oder Treibstoffe) ins Meer. Da ein Gerätetaucher von den meisten Wassertieren als Bedrohung wahrgenommen wird, können täglich auftretende große Gruppen von Tauchern dazu führen, dass einige Arten andere, ungestörte Lebensräume aufsuchen. Mit mangelhafter Tarierung können ungeübte oder unvorsichtige Taucher die Korallen direkt beschädigen, indem sie Teile davon abschlagen, oder den Untergrund aufwirbeln, was eine Abschattung und das Absterben der Korallenstöcke verursachen kann. Werden Unterwasserlebewesen von der Besatzung eines Tauchsafari-Boots regelmäßig gefüttert, kann dies zu Erkrankungen der Tiere führen. All diese durch Tauchsafaris verstärkten Stressfaktoren haben den teilweise ohnehin schon fragilen Zustand, der durch die globale Erwärmung und die damit zusammenhängende Versauerung der Meere verursacht wird, in vielen Riffen noch verschärft. Im Jahre 2011 untersagten daher die thailändischen Umweltbehörden das Tauchen an mehreren beliebten Zielen von Tauchsafaris, um eine Erholung der Riffe zu ermöglichen.